# كريستيان تروي
د. كريستيان تروي هو شخصية خيالية في مسلسل نب/تك لعب دورها الممثل الأسترالي جوليان مكماهون على شبكة قنوات إف إكس التلفزيونية. تدور أحداث المسلسل حول عيادة ماكنامار/تروي وهي عيادة يملكها هو وصديقه شون مكنمارا وهما طبيبين يعملان في مجال عمليات التجميل.

## تاريخ الشخصية
تُظهر شخصية تروي الخارجية أنه زير نساء لا يهمه شيء وشخصية ثرية تمتلك سيارات رياضية حديثة ويلبس ملابس غوتشي ويتردد على أفضل حانات ميامي الليلية.
غير أنه يكشف شخصيته الداخلية الضعيفة في إحدى حلقات المسلسل حين يكشف أن والده بالتبني قد اعتدى عليه عندما كان طفلاً أدى إلى اختلال ثقة بالرب العادل. في حلقة أخرى يقابل أمه التي تخبره أنها قد حملت به سفاحًا حيث قامت بالتبرؤ منه والتخلي عنه لأنه يذكره بالرجل الذي اغتصبها. ولأنها أيضًا لا تريد أن تعرف عائلتها الحقيقة بالأمر.
على العكس من صديقه شون مكنمارا، كريستيان كانت له العديد من العلاقات مع شخصيات المسلسل النسائية. مثل علاقته مع، جوليا مكنمارا، زوجة شون الذي لم يكن يعلم بالعلاقة الخفية بين زوجته وصديقه كريستيان. ابنه البايلوجي هو مات الذي نسب إلى شون. ابنه مات يحتفظ بعلاقة قريبه مع والده البايلوجي كريستيان. احتوى الموسم الأول والثاني من المسلسل، احتوى على العديد من الحلقات التي دارت حول علاقته بكيمبر هنري مريضة سابقة أجرى لها عميلة تجميل وهي نجمة أفلام إباحية وخانها في وقت لاحق.
في الموسم الأول كانت له علاقة استمرت ليلة واحدة مع جينا روسو وهي مريضة تتعافى من إدمان الجنس. روسو بعد أن مارست الجنس مع توري، غضبت لأنها نكثت بعهدها بالبقاء عزباء. وعقابًا لتروي، تقرر روسو أن تجعل حياته بائسة واستمرت علاقتهما الجنسية التي كانت تتأرجح بين الحب والكراهية حتى الموسم الرابع. وبعد علاقة استمرت ليلة واحدة، حملت جينا، واعتقد كريستيان طوال فترة حملها أن الأب. غير أنه عرف الحقيقة عندما أنجبت جينا الطفل ويلبر وظهر نصف أسود البشرة. وعلى الرغم من ذلك، يتبنى كريستيان الطفل ويعتني به ويربيه وتظهر شخصيته الناعمة أمام المشاهدين. وبعد أن استأجر مربية أطفال لتعتني به، مارس كريستيان الجنس معها لمدة ليلية واحدة غير أنه طردها بأن أن اكتشف أنها تعطي ويلبر دواء للسعال لكي تبقيه هادئًا وقضى ليلة عيد الكريسميس مع ويلبر ودعا الله أن يجعله أبًا جيدًا. وفي الأخير، يقوم والد ويلبر الحقيقي بأخذ الطفل بعد أن قدم دعوى قضائية على والدته جينا من أجل أن يحتفظ به وحده.
في الموسم الثالث، قام النحات هو اغتصاب بمهاجمة كريستيان جنسيًا وأخفى ذلك عن صديقه مكنمارا. غير أن الشرطة تعتقله للاشتباه بأنه النحات. وبسبب صدمته، يقوم كريستيان بتفويض شون مكنمارا بتعيين جراح آخر يساعده حتى يتجاوز الأزمة. الجراح الآخر هو كوينتن كوستا الذي أصبحت له علاقة مع كيمبر هنري ويصبح منافسًا شرسًا لكريستيان. تزوج كريستيان من كيمبر غير أن النحات اختطفها وقطع وجهها. وبعد إنقاذها، في بدائ الأمر، جعلت كيمبر كريستيان يرى وجهها وجسدها. ثم قررت قطع علاقتها به لأنه ستذهب في رحلة للبحث عن الذات. في النهاية عادت كيمبر ك علومية. وعندما أصبحت حاملاً، سرق كريستيان الحمض النووي لاعتقاده بأنه الأب الحقيقي.
وبسبب إكتائبه بسبب عدم قدرته على الاستقرار في علاقاته المتعددة. قرر كريستيان الذهاب إلى الدكتورة فيث وليبر، طبيبة نفسية، للتعافي حيث مارس الجنس معها. الدكتورة فيث قالت بأن السبب الحقيقي لعدم استقراره هو أنه يكن مشاعر لصديقه شون مكنمارا. وبعد أن أخبرته أنها تتعافى من إدمان الجنس، طلبت منه أن يجري لها عملية من أجل مسح وشم لصديقها في جسمها. ثم بدأ علاقة مع ميشيل لانداو التي تصبح مالكة عيادة مكنمارا/تروي.
وبعد اكتشف بيرت زوج ميشيل الأمر، طلب منها أن تمارس الجنس مع كريستيان أمامه. وعندما حاول أن يمارس الجنس معها، تعرض لجلطة ومات بعد أن رفضت أن تعطيه الدواء. وبعد موت بيرت، أصبح كريستيان وميشيل خطيبان ووافقت ميشيل أن تكون أمًا لويلبر بالتبني. غير أن جيمس زميلة ميشيل التي تعمل في تهريب الأعضاء بدأت تمارس عملها دون علم شون أو كريستيان في عيادتهما. غير أن كريستيان اكتشف أنها تعمل كقوادة عند ميشيل وكانت تعمل عند زعيم عصابة مخدرات اسمه إسكوبار غالاردو. في النهاية قامت جيمس بالانتحار بعد أن أطلقت النار على نفسها. اشترى كريستيان حصة شون في العيادة وأصبح يملكها هو وميشيل بعد أن انتقل شون إلى كاليفورنيا. وبعد أن عرف أنها كانت تعمل في تهريب الأعضاء مع جيمس، تركها وانتقل مع صديقه شون مكنمارا.
مع ذلك، لم تكن الحياة سهلة في لوس انجلوس وامضوا شهرين من دون أي زبائن. وبسبب يائسهم، ينضمون إلى مسلسل طبي كمستشارين وممثلين ضيوف. غير أنه ونتيجة لعملية زرع شعر خاطئة أجراها له شون، لا يظهر وجهه في المسلسل. وبدلا من ذلك، ظهر وجه شون فقط وعندما خرج شون يتمتع بأول يوم له من الشهرة. كشف كريستيان لأحدى المجلات انه أجرى عملية جراحية لممثلة حتى يصبح مشهورًا. ثم بدأ كريستيان يتصور في وضعيات إباحية حتى يجذب مثلي الجنس من الرجال إلى عيادته. كما أنه شارك في صراع مارلين مونرو المزيفة حتى يصبح نجمًا. ثم قام بممارسة الجنس مع جوليا التي كشفت أنها مارسته حتى لا تفكر فيه. دخل كريستيان في عالم الدعارة بعد أن تعرف على امرأة عاهرة تدعى كامبل. بعد ذلك، قام إحدى الزبائن بإخبار أحد أصدقائه مما جعل كريستيان يتخلى عن وظيفته كعاهر بعد اجتماعه براهبة. ثم أصبحت لديه مشكلة مع ايدن التي هددت بإخبار شون عن علاقته مع جوليا. قام كريستيان بحل هذه المشكلة عن طريق جعل ايدن تبدو كأنها مدمنة على المخدرات وإرسالها إلى مصحة لإعادة تأهيل. عادت ايدن عندما كانوا يصورون برنامج واقعي وقالت الحقيقة لشون غير أنه لم يصدقها. كما حاولت أن تفرق بين جوليا وصديقتها أوليفيا.
بدأت جوليا وكريستيان البدء في علاقة من وراء ظهر أوليفيا. يكتشف شون في النهاية علاقتهما واعترف كلاهما أنهما يحبان بعضهما. ومع ذلك، قام شون بخيانة جوليا مرة أخرى. وهذه المرة مع جينا الذي تم توظيفها في العيادة في مكتب الاستقبال بصفة مؤقتة. الغريب أن شون اختار جينا اختار لهذا المنصب لأنه أعتقد أن كريستيان لن يمارس الجنس معها. غير أن كريستيان وجينا قد ملوا من ممارسة الجنس على طاولة المكتب وقررا الذهاب إلى حافة السقف. غير أن جينا سقطت من البناية وماتت على الفور.
نام مات مع مريضة عند كريستيان اسمها إيمي بعد تفككت علاقة مات مع صديقته الإسرائيلية راشيل. بعد أن مارسا الجنس، أخبرت إيمي مات أن كريستيان هو والدها. وكانت إيمي قد قالت في وقت سابق لكريستيان أنها من كليفلاند، جورجيا. وعلى الرغم من كونهما أخوة، ومن نفس الأب، إلا أنهما كانا يحاولان البقاء سويةً. غير أن والدة إيمي «دارلين ويل» وهي امرأة فقدت ساقيها بسبب مرض السكري جاءت إلى لوس انجلوس للقاء كريستيان الذي سلبها عذريتها خلال عطلة الربيع له في فورت لودرديل وهو ما أدى إلى حملها بإيمي. ثم قالت لكريستيان أن إبنتها إيمي تنام مع مات. وقام الاثنان على الفور بإجراء اختبار الأبوة للتأكد من أن إيمي هي ابنة كريستيان وهو الاختبار الذي جاءت نتيجته إيجابية. بعد ذلك أبلغا الشقيقين أن يتوقفا عن ممارسة الجنس سوية. ثم رحلت إيمي إلى جورجيا وحاولت أن تجعل مات يأتي معها غير أن تركها وانفصل عنها.
في أول حلقة من الموسم الخامس الجزء الثاني، اكتشف كريستيان أنه مصاب بسرطان. في نهاية الحلقة خضع لعملية استئصال الثدي أجراها شون الذي وعده بإعادة بناء ثديه مرة أخرى. وبعد خضوعه للجراحة وللعلاج الكيميائي، أصبح كريستيان مريضا جدا وتقرر ليز البقاء معه حتى يتعافى. وفي نهاية المطاف مارست الجنس معه. وهو ما أدى إلى أن يكونوا زوجين لفترة وجيزة حتى يتعافى بما يكفي لاستئناف طرقه معاشرة النساء. على الرغم من حالته الصحية الجيدة والواضحة، يعلم كريستيان أن السرطان قد انتشر وأن لديه ستة أشهر إلى سنة حتى يعيش. ثم اكتشفت ليز أن كمية كبيرة من الدواء قد فقدت من مخزن. ثم اعترف كريستيان لليز بأنه سرق الدواء لأنه اكتشف أن مرض السرطان كان قد عاد وانه فعل هذا لكي يقتل نفسه. ولكنه غير رأيه. غير أن ليز أهانت كريستيان عندما طلب منها الزواج منه «لكي تساعده على أن يموت». في وقت لاحق، غيرت ليز رأيها ووافقت على الزواج من كريستيان بعد أن أدركت أنه صادق في رغبته لقضاء ما تبقى له من الوقت معها.
مع ذلك، وبعد وقت قصير من زفافه ل ليز، تلقى اتصالا هاتفيا من طبيبه ابلغه أن هناك خطأ في التحاليل وأنه ليس مريضًا بالسرطان وأن تحليله الحقيقي كان مع مريض آخر بسبب خلل في الكمبيوتر. في نهاية المكالمة، يتمنى الطبيب له ولزوجته الجديدة حياة سعيدة وطويلة معا.
في بداية الموسم 6، انفصل كريستيان عن ليز بعدما عرف أنه ليس مصابًا بالسرطان. أصبحت ليز غاضبة جدا وقررت مقاضاته حتى تحصل على الطلاق لأنه كسر قلبها وهددته بأخذ كل ما يملك. غير أنها تسقط دعواها لاحقًا.
تزوج كريستيان من كيمبر في الموسم 6. ولكن سوء الطالع كان حليف الزواج من البداية.وبدأت كيمبر في علاقة غرامية مع شون، هو الشيء الذي يجعلها تشعر بالذنب للغاية ويؤثر على حياتها الجنسية مع كريستيان. ومن أجل زيادة الإثارة، يقوم كريستيان بخنقها أثناء ممارسة الجنس (بناء على اقتراح أحد المرضى الذين أجرى جراحة لهم) نظرا لأنها ترفض أن تقوم بالمثل له. ومنذ أن بدأت كيمبر ترفض الجنس، حاول كريستيان خنق نفسه في الحمام حيث أغمي عليه. اكتشفته كيمبر وهو ساقط على الأرض. وجاءت لمساعدته. ثم قال كريستيان لها بأنها تستحق الأفضل، وأنه لن يكون قادرا على أن يحبها مثلما تريد. على الرغم من أن كيمبر حاولت لآخر مرة إنقاذ الزواج، إلا أنها تغرق نفسها بالقفز من القارب.
يشعر كريستيان بالذنب عن موت كيمبر عن الموت ويلوم نفسه. وعلى الرغم من أن أمها تأتي إلى المدينة، قال كريستيان انه لا يمانع أن ينام معها. ثم يظهر شبح كيمبر وتسخر عن أفعاله. ثم تظهر لآخر مرة وتقول أنها قتلت نفسها لكي تهرب منه وتعتقد أن شون قد يفعل الشيء نفسه إذا كان لا يزال يعمل في عيادة مكنمارا/تروي لأن أسلوب حياة كريستيان تدمر كل من هو حوله.
عادت جوليا إلى البلدة لحضور حفل زفاف مات على رامونا وكشفت أنها مخطوبة. إلا أن هذا لم يمنع كريستيان من مغازلتها وقال لها أنها يحبها إلا أن جوليا تتركه.
بعد أن فكر كثيرًا حول كيف أن نمط حياته يؤثر على شون، قرر كريستيان حل الشراكة بينهما. حيث يقول لشون انه يعرف كم هو بائس في مكنمارا/تروي وأنه لا يوجد سبب يجعله يبقى منذ أن أخذت جوليا أطفاله إلى إنجلترا. وبعد أن ضم شون الطفل اليتيم رافاييل الذي تركته أفا موور وعرف أنه لن يتخلى عن الطفل، قام كريستيان بحجز تذكرة لمغادرة البلاد مع رافاييل. وافق شون على السفر على مضض ويخرج من مكتبه ويرى علامة جديدة في الاستراحة... «تروي / كروز».
وفي الوداع النهائي في المطار، ودع الشركاء السابقون بعضهم وانفصلوا عن بعضهم في المحطة. على الرغم من أن شون كان ينظر إلى الوراء، إلا أن كريستيان واصل المشي حتى وصوله إلى شريط فاصل حيث يقابل فتاة شقراء جذابة. كشف هذا عن أن شخصيته لم تتغير. حاول كريستيان مغازلة الفتاة إلا أنها رفضته حتى قال لها انه لا يستطيع أن يشرب لأن سيجري جراحة في اليوم التالي. فقالت له: «أنت طبيب؟» وفي إشارة إلى أول مرة التقى فيها بزوجته الراحلة كيمبر هنري ابتسم كريستيان وقال: «جراح تجميل».